# Pont Royal
De Pont Royal is een brug over de Seine in Parijs. Na de Pont Neuf en de Pont Marie is dit de oudste brug van de stad. De brug is 110 meter lang en 16 meter breed. De naam verwijst naar koning Lodewijk XIV.

## Geschiedenis
Vanaf 1550 vormde de pont van de Tuileries hier de verbinding over de Seine. In 1632 verwezenlijkte de ondernemer Pierre Pidou hier voor de financier Barbier een houten tolbrug met vijftien bogen, die Pont Sainte-Anne werd genoemd (verwijzend naar Anna van Oostenrijk) of Pont Rouge (wegens zijn kleur).
In 1649 werd de brug gerepareerd, twee jaar later werd hij volledig vervangen, in 1654 raakte de brug in brand, in 1656 werd hij door het water van de Seine weggevaagd, in 1660 werd hij opnieuw gebouwd, en in 1673 werd hij versterkt. In 1684 verloor de brug door een overstroming in de nacht van 28 op 29 februari acht van de vijftien bogen.
Tussen 25 oktober 1685 en 13 juni 1689 werd de houten brug vervangen door een stenen brug die door de Zuid-Nederlandse dominicaan en architect Franciscus Romanus (frère François Romain) was ontworpen. De brug werd volledig betaald door koning Lodewijk XIV - vandaar de naam Pont Royal ("Koninklijke Brug"). Na de Franse Revolutie werd de brug omgedoopt in Pont National, en vervolgens in Pont des Tuileries. Op deze plaats liet Napoleon Bonaparte de kanonnen opstellen waarmee het Palais des Tuileries werd verdedigd terwijl de Nationale Conventie daar bijeen was.
In 1850 onderging de brug een lichte restauratie en in 1939 werd hij tot monument bestempeld, evenals de Pont Neuf en de Pont Marie.
In 2005 werd de brug verlicht ter gelegenheid van de kandidatuur van Parijs voor de Olympische Zomerspelen 2012.
Pont Amont ·
Pont Alexandre-III ·
Pont de l'Alma ·
Pont de l'Archevêché ·
Pont d'Arcole ·
Pont des Arts ·
Pont d'Austerlitz ·
Viaduc d'Austerlitz ·
Pont Aval ·
Pont de Bercy ·
Pont de Bir-Hakeim ·
Pont du Carrousel ·
Pont au Change ·
Pont Charles-de-Gaulle ·
Pont de la Concorde ·
Passerelle Debilly ·
Pont au Double ·
Pont du Garigliano ·
Pont de Grenelle ·
Pont d'Iéna ·
Pont des Invalides ·
Passerelle Léopold-Sédar-Senghor ·
Pont Louis-Philippe ·
Pont Marie ·
Pont Mirabeau ·
Pont National ·
Pont Neuf ·
Pont Notre-Dame ·
Petit-Pont ·
Pont Rouelle ·
Pont Royal ·
Pont Saint-Louis ·
Pont Saint-Michel ·
Passerelle Simone-de-Beauvoir ·
Pont de Sully ·
Pont de Tolbiac ·
Pont de la Tournelle
Zie ook: Bruggen in Parijs · Lijst van bezienswaardigheden in Parijs · Seine · Rive Gauche · Rive Droite